# Хуачжоу (Шэньси)
Хуачжо́у (кит. упр. 华州, пиньинь Huàzhōu) — район городского подчинения городского округа Вэйнань провинции Шэньси (КНР). Район назван по горе Хуашань.

## История
В 806 году до н. э. чжоуский Сюань-ван выделил своему младшему брату удел в этих местах — так появилось царство Чжэн; здесь находилась его столица Сяньлинь. Позднее под ударами жунов царство Чжэн в 773 году до н. э. перенесло столицу на восток в Синьчжэн. Когда эти места вошли в состав царства Цинь, то в 687 году до н. э. здесь был создан уезд, который в память о царстве Чжэн получил название Чжэнсянь (郑县).
При империи Северная Вэй уезд Чжэнсянь был в 440 году подчинён округу Хуашань (华山郡). В 526 году округ Хуашань был подчинён области Дунъюн (东雍州), власти которой вместе с властями округа разместились в административном центре уезда Чжэнсянь.
При империи Западная Вэй в 554 году область Дунъюн была переименована в Хуачжоу (华州).
При империи Суй в 583 году был расформирован округ Хуашань, а в 607 году — область Хуачжоу, и уезд перешёл в подчинение властям округа Цзинчжао (京兆郡). В 617 году из округа Цзинчжао был вновь выделен округ Хуашань, и уезд Чжэнсянь перешёл в состав округа Хуашань.
При империи Тан в 618 году округ Хуашань был переименован в область Хуачжоу. В 686 году она была переименована в Тайчжоу (太州), в 705 году ей было возвращено название Хуачжоу, в 742 году она была переименована в округ Хуаинь (华阴郡), в 758 году вновь стала областью Хуачжоу, в 761 году опять сменила название на Тайчжоу, в 762 году вернула прежнее название Хуачжоу. В 897 году область была поднята в статусе и стала Синдэской управой (兴德府), но в 906 году вновь стала областью Хуачжоу.
После монгольского завоевания уезд Чжэнсянь был расформирован, а его земли перешли под непосредственное управление властей области Хуачжоу.
2 февраля 1556 года на этой территории произошло одно из крупнейших землетрясений в истории.
После Синьхайской революции в Китае была проведена реформа структуры административного деления, в результате которой управы и области были упразднены; в 1913 году на землях, ранее непосредственно подчинявшихся властям области Хуачжоу, был образован уезд Хуасянь (华县).
В 1950 году был создан Специальный район Вэйнань (渭南专区), и уезд вошёл в его состав. В 1956 году Специальный район Вэйнань был расформирован, и уезд стал подчиняться напрямую властям провинции Шэньси. В 1959 году уезды Хуасянь, Хуаинь и Тунгуань были присоединены к уезду Вэйнань.
В 1961 году Специальный район Вэйнань был создан вновь, и восстановленный в прежних границах уезд вновь вошёл в его состав. В 1969 году Специальный район Вэйнань был переименован в округ Вэйнань (渭南地区).
В 1995 году постановлением Госсовета КНР были расформированы Округ Вэйнань и городской уезд Вэйнань, и образован городской округ Вэйнань.
Постановлением Госсовета КНР от 13 октября 2015 года уезд Хуасянь был преобразован в район городского подчинения Хуачжоу.

## Административное деление
Район делится на 1 уличный комитет и 9 посёлков.

## Известные уроженцы
- Пань Цзыли (1904—1972) — дипломат и политик
- Чжун Шитун (кит. 鐘師統; 1913—2001) — первый председатель Олимпийского комитета Китая.